# إدارة (تقسيم إداري)
الإدارة (بالإنجليزية: Department)، هو تقسيم إداري أو سياسي في العديد من الدول. الإدارات هي التقسيمات من المستوى الأول في 11 دولة، تسعة منها في الأمريكتين واثنان في أفريقيا. هناك 10 دول إضافية تستخدم الأقسام كتقسيم من المستوى الثاني، ثمانية منها في أفريقيا، وواحدة في الأمريكتين وواحدة في أوروبا.
ككيان إقليمي، كانت كلمة "إدارة" تستخدم لأول مرة من قبل حكومات الثورة الفرنسية، على ما يبدو للتأكيد على أن كل إقليم هو مجرد تقسيم إداري للأمة السيادية المتحدة. (في سياقات أخرى، يعني مصطلح "إدارة" تقسيمًا إداريًا فرعيًا لمؤسسة أكبر.) يتناقض هذا المحاولة للتخفيف من هوية الهوية السياسية المحلية بشكل قوي مع البلدان المقسمة إلى "ولايات" (تشير إلى السيادة المحلية).
تقسيم فرنسا إلى إدارات كان مشروعًا يرتبط بشكل خاص بالزعيم الثوري الفرنسي آبي سييس، على الرغم من أنه قد تمت مناقشته وكتابته بشكل متكرر بواسطة العديد من السياسيين والفلاسفة. أقرب اقتراح معروف لذلك يعود إلى عام 1764 في كتابات دارجينسون.
قد توجد اليوم الأقسام إما مع أو بدون جمعية تمثيلية ورئيس تنفيذي اعتمادًا على الهيكل الدستوري والإداري للبلاد.

## البلدان التي تستخدم الإدارات
- Argentina*
- Benin
- Bolivia
- Burkina Faso
- Cameroon
- Chad
- Colombia
- Republic of the Congo
- Côte d'Ivoire  [لغات أخرى]‏
- El Salvador
- France
- Gabon
- Guatemala
- Haiti
- Honduras
- Mauritania
- Nicaragua
- إدارة في النيجر  [لغات أخرى]‏
- Paraguay
- Peru
- محافظة في السنغال  [لغات أخرى]‏
- Uruguay

*جميع المحافظات باستثناء مقاطعة بوينس آيرس.

## دول كانت تستخدم الإدارات سابقاً
- الجمهورية الباتافية
- الجمهورية الألبية
- French Empire  [لغات أخرى]‏
- كيان إداري إقليمي في كولومبيا الكبرى  [لغات أخرى]‏
- جمهورية المكسيك المركزية
- الإمبراطورية المكسيكية الثانية
- المملكة الهولندية
- مملكة إيطاليا النابوليونية
- جمهورية إيطاليا النابوليونية
- Peru**
- كيان إداري إقليمي في دوقية وارسو  [لغات أخرى]‏
- United States***
- مملكة فستفالن

** استبدلت بالمناطق في عام 2002.'***قبل أن تصبح ألاسكا ولاية أمريكية، سميت باسم "إدارة ألاسكا".

## روابط خارجية
- http://www.statoids.com/uuy.html